# Burbank, Ohio
Burbank là một làng thuộc quận Wayne, tiểu bang Ohio, Hoa Kỳ. Năm 2010, dân số của làng này là 207 người.

## Dân số
- Dân số năm 2000: 279 người.
- Dân số năm 2010: 207 người.